# Aufhocker

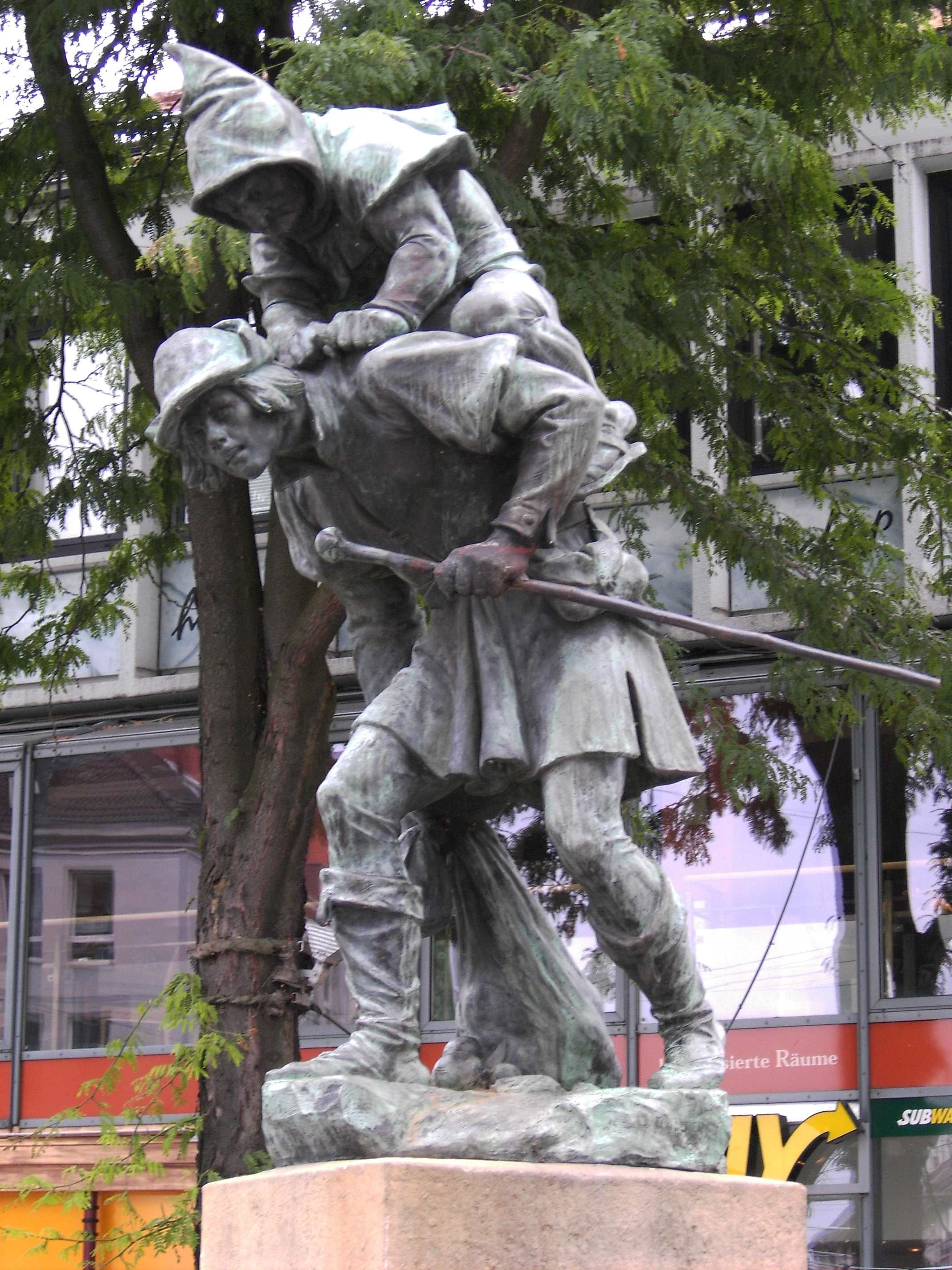
Huckup-Denkmal in Hildesheim

Der Aufhocker (niederdeutsch Huckup, sorbisch Bubak) ist in der Mythologie ein koboldartiger Druckgeist, der Wanderern, die nachts noch unterwegs sind, auf die Schultern oder den Rücken springt und mit jedem Schritt schwerer wird.
Der Wanderer ist wie gelähmt, leidet unter Beklemmung und ist unfähig sich umzuwenden. Der Aufhocker bleibt auf dem Wanderer sitzen, bis dieser durch das heraufbrechende Licht, ein Gebet oder Glockenläuten von ihm erlöst wird (Friedrich Ranke).
Oft spielt sich das albtraumhafte Erlebnis des Aufhockens in drei Phasen ab.
Der Wanderer wird zunächst von einem unheimlichen Wesen angesprochen oder begleitet, dann wächst der dämonische Begleiter zu übernatürlicher Größe an und schließlich springt er seinem Opfer auf den Rücken. Um solch einen Aufhocker handelt es sich auch bei dem Hackestüpp von Düren, der seine Opfer zunächst als verspieltes Hündchen begleitet, ihnen dann auf den Rücken springt, sich nicht mehr abschütteln lässt und von Schritt zu Schritt schwerer wird.

Das Aachener Bahkauv erlebte in der mythischen Tradition eine Transformation vom Untoten zu einem Tier.

Typische Spukorte wie Bäche, Brücken, Seen, Wälder, Gräben, Wegkreuzungen, Hohlwege, Kirchhöfe und Mord- oder Richtstätten sind die übliche Stelle für eine Begegnung mit dem Aufhocker, die für den Wanderer körperliche und seelische Krankheiten und manchmal sogar den Tod zur Folge haben kann. Das Bahkauv („Bachkalb“) ist eine Aachener Sagengestalt, die nachts betrunkene Männer erschrecken und sie auffordern soll, sie auf ihren Schultern zu tragen.
Manchmal treten die Aufhocker zunächst als mitleiderregende alte Frauen in Erscheinung; sie können aber auch Tiergestalten wie Bär, Kalb (wie beim Bahkauv), Werwolf (wie beim Stüpp) oder Hund (wie beim Sürthgens Mossel) annehmen. Auch Elementarwesen wie Wassermänner oder Irrlichter betätigen sich als Aufhocker. Entscheidend ist eher nicht die Gestalt des Aufhockers, sondern das Beklemmende der Situation. Ein Aufhocker in der Gestalt eines alten Manns ist auch aus der orientalischen Märchensammlung Tausendundeine Nacht überliefert, in der er „Sindbad dem Seefahrer“ auf einer einsamen Insel begegnet.
Seine Ursprünge hat der Glaube an den Aufhocker jedoch in der Furcht vor dem Wiedergänger, dem Untoten. Die ältesten Berichte über Aufhocker sprechen eindeutig von „aufhuckenden Leichen“ und nicht von Kobolden oder Gespenstern. Im Gegensatz zum Nachzehrer, der sein Grab nicht verlassen musste, wenn er den Lebenden Schaden zufügen wollte, stiegen andere Untote ähnlich den Vampiren heraus und raubten den Menschen die Lebenskraft. Das konnte sinnlich-konkret durch das Absaugen von Blut geschehen, aber auch in einer eher abstrahierten Form. Dies trifft, wie neuere Untersuchungen zeigen, auch auf die Vampire zu, denen in den ältesten Berichten eine schädigende Wirkung durch „Würgen“ und „Auszehren“, nicht aber durch Blutsaugen nachgesagt wird. Im Westen Deutschlands verschmilzt der Aufhocker mit dem Werwolf zum Stüpp, einem gefährlichen Unhold, der den Menschen anspringt und sich so lange herumtragen lässt, bis das Opfer an Entkräftung stirbt.